# Gay (Virginia Occidental)
Gay es una comunidad no incorporada en el condado de Jackson, Virginia Occidental, Estados Unidos. Gay tiene una oficina de correos con el código postal de 25244.
Un tal señor Gay, uno de los primeros jefes de correos, dio a la comunidad su apellido.